# جبل العانة
جبل العانة أو جبل الزهرة أو مرتفع عظمة العانة أو مرتفع فينوس (بالإنجليزية: Mons pubis)‏ هي كتلة دائرية من الأنسجة الدهنية الموجودة على فوق ارتفاق العانة عند الأنثى  وتشكل الجزء الأمامي من الفرج ابتداءً من الشفرين الكبيرين والذي يحيط بالشفرتين الصغيرين والبظر ومجرى البول وفتحة المهبل، وغيرها من أعضاء دهليز الفرج.
يختلف حجم مرتفع العانة بناء على مستوى الهرمونات والدهون في الجسم، وهي أكثر وضوحاً في الإناث. وعموماً فإنه يصبح مغطى بشعر العانة بعد سن البلوغ، . وتعتبر الأنسجة الدهنية من مرتفع العانة حساسة بسبب هرمون الاستروجين،وهذا يعمل على أن تكون بارزة ومميزة مع بداية سن البلوغ وهذا يدفع جزء من الشفرين الكبيرين خارجاً وبعيداً عن عظم العانة. وفي نفس الوقت غالباً ما يصبح مرتفع العانة أقل وضوحا مع انخفاض هرمون الاستروجين في الجسم خلال انقطاع الطمث.